# André Chassefière
André Chassefière, né le 23 août 1908 à Vendargues et fusillé le 21 septembre 1942 au Mont-Valérien à Suresnes, était un membre du Parti communiste français.

## Biographie

### Jeunesse et adhésion politique
Issu d'une famille de cultivateurs et lui-même agriculteur, il entre en 1928 dans la marine française. Gravement malade, il termine cependant son service militaire d'un an, puis milite à la confédération générale du travail (CGT) et s'engage au Parti communiste en 1937.
Entre juin 1937 et janvier 1938, il a, avec Paul Balmigère et Vincent Siciliano, la responsabilité dans l'Hérault de faire passer les volontaires des Brigades internationales ainsi que des armes en direction de l'Espagne républicaine.

### Dans la résistance
Non mobilisé en 1939, il part pour Paris avant de revenir en juin 1940 dans sa région avec pour mission de mettre à l'abri une partie de la trésorerie du PCF. Trois mois plus tard, il retourne en zone occupée et s'installe dans les Deux-Sèvres où il s'occupe de faire franchir la ligne de démarcation à des militants. Il retourne ensuite à Paris où il prend un pseudonyme et se fait passer pour un pâtissier tout en poursuivant ses activités dans la Résistance. 

### Arrestation et exécution

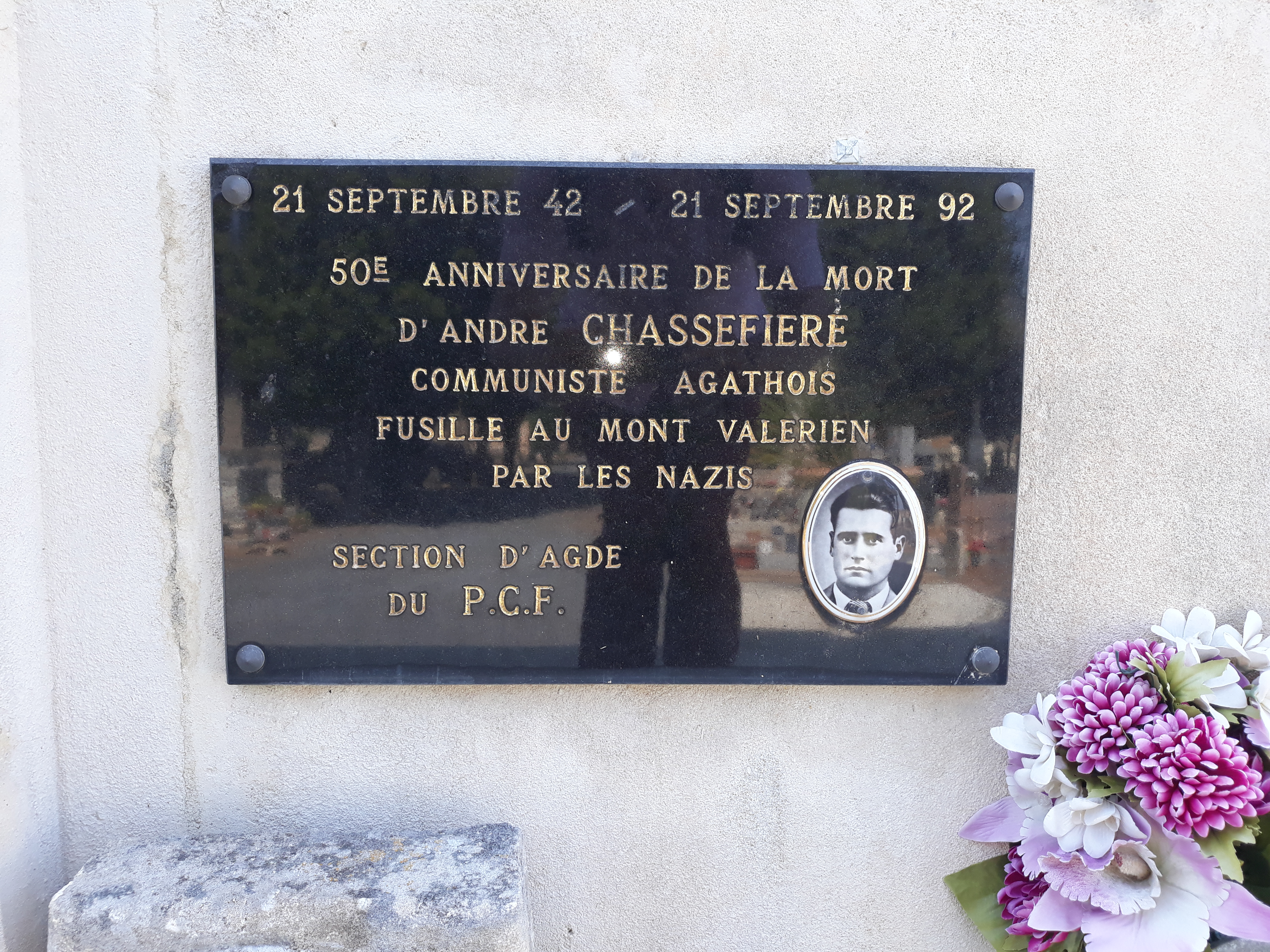
Plaque commémorant le 50e anniversaire de la mort d'André Chassefière au cimetière d'Agde (Hérault).

Il est arrêté le 7 mars 1942 avant d'être fusillé en tant qu'otage comme quarante-cinq autres communistes ou juifs, le 21 septembre de la même année à neuf heures cinquante, après avoir été incarcéré au fort de Romainville. Le même jour que lui sont fusillés Gaston Bussière, mort à 9h40 et Marcel Lamant, mort à 10h20.

## Distinction
La Mention « mort pour la France » est attribuée à André Chassefière par le Secrétariat général aux Anciens Combattants en date du 20 septembre 1945.

## Hommages
Dans l'Hérault, une avenue à Marseillan et une rue à Agde portent son nom.